# Indicatif en français
 (mars 2017).
L'indicatif est un mode verbal.

## Temps et aspects
L'indicatif est le mode verbal le plus utilisé dans la conjugaison du français.
Il est généralement utilisé lorsqu'on décrit les choses et actions de la réalité.
Quelques temps de ce mode sont cependant utilisés en relation avec d'autres temps ou modes (comme l'imparfait de l'indicatif, en déclaration conditionnelle avec un verbe au conditionnel).

### Système
Les temps verbaux de l'indicatif servent à prédiquer un sujet indépendamment de toute conjonction de subordination, en particulier que qui sert au subjonctif.
Exemple :

« À la fin tu es las de ce monde ancien »

Ce sont également des temps personnels, à la différence du mode infinitif, et situant dans l'espace-temps à l'instar de l’infinitif et du subjonctif : le futur situe l'action dans l’avenir par rapport à l'énonciateur qui est dans le présent ; le passé simple la situe achevée dans l'époque passée. Au contraire, l'infinitif et le subjonctif ne peuvent inscrire l'action dans aucun moment s'il n'y a pas de contexte.
Sur ces deux critères, l'indicatif relève douze temps verbaux : le présent, l'imparfait, le passé simple, le futur, le passé composé, le plus-que-parfait, le passé antérieur, le futur antérieur et leurs formes surcomposées. Par cela, l'indicatif est considéré comme le mode de l'action certaine et absolue. De façon psychomécanique, les modes représenteraient les étapes de la chronogénèse, c'est-à-dire la représentation d'une image dans un temps, au moyen du verbe, l'indicatif en serait la phase terminale dont le verbe est apte à situer l’action dans le temps. Cette capacité ne peut ressortir à la phase initiale de l'infinitif et du participe passé ou incomplètement à celle médiane du subjonctif.
Le fait est que la multitude de temps verbaux du mode se rapportait à la capacité à inscrire l'action dans le temps affermit la théorie de la chronogénèse.
L'indicatif se compose de quatre formes simples, quatre composées et quatre surcomposées (moins usitées) :
| Présent      | Imparfait     | Passé simple | Futur simple |
| ------------ | ------------- | ------------ | ------------ |
| je fais      | je faisais    | je fis       | je ferai     |
| tu fais      | tu faisais    | tu fis       | tu feras     |
| il fait      | il faisait    | il fit       | il fera      |
| nous faisons | nous faisions | nous fîmes   | nous ferons  |
| vous faites  | vous faisiez  | vous fîtes   | vous ferez   |
| ils font     | ils faisaient | ils firent   | ils feront   |

| Passé composé   | Plus-que-parfait | Passé antérieur | Futur antérieur  |
| --------------- | ---------------- | --------------- | ---------------- |
| j'ai fait       | j'avais fait     | j'eus fait      | j'aurai fait     |
| tu as fait      | tu avais fait    | tu eus fait     | tu auras fait    |
| il a fait       | il avait fait    | il eut fait     | il aura fait     |
| nous avons fait | nous avions fait | nous eûmes fait | nous aurons fait |
| vous avez fait  | vous aviez fait  | vous eûtes fait | vous aurez fait  |
| ils ont fait    | ils avaient fait | ils eurent fait | ils auront fait  |

| Passé surcomposé   | Plus-que-parfait surcomposé | Passé antérieur surcomposé | Futur antérieur surcomposé |
| ------------------ | --------------------------- | -------------------------- | -------------------------- |
| j'ai eu fait       | j'avais eu fait             | j'eus eu fait              | j'aurai eu fait            |
| tu as eu fait      | tu avais eu fait            | tu eus eu fait             | tu auras eu fait           |
| il a eu fait       | il avait eu fait            | il eut eu fait             | il aura eu fait            |
| nous avons eu fait | nous avions eu fait         | nous eûmes eu fait         | nous aurons eu fait        |
| vous avez eu fait  | vous aviez eu fait          | vous eûtes eu fait         | vous aurez eu fait         |
| ils ont eu fait    | ils avaient eu fait         | ils eurent eu fait         | ils auront eu fait         |

Cependant, le système des temps verbaux évolue diachroniquement de sorte que la paire passé composé / passé surcomposé (j'ai vu, j'ai eu vu) concurrence la paire passé simple / passé antérieur (je vis, j'eus vu). Il est de même pour le présent prospectif et sa version extensive (je vais manger, je vais avoir mangé) contre le futur (je mangerai, j'aurai mangé). L'utilisation des temps verbaux est ainsi complexe et souple à la fois.

### Valeur langagière
L'utilisation des temps verbaux se ramifie en plusieurs paradigmes explicatifs qui sont :
- l'approche temps-aspect-mode : un temps a la capacité d'inscrire une action dans l'époque sous différentes valeurs (tel le présent). Ce paradigme est le plus ancien et le plus détaillé[a 6].
- l'approche textuelle : le temps cerne le cadre spatio-temporel d'un récit ou lie des évènements datés différemment[a 6].